# لایه‌نشانی الکتروفورتیک

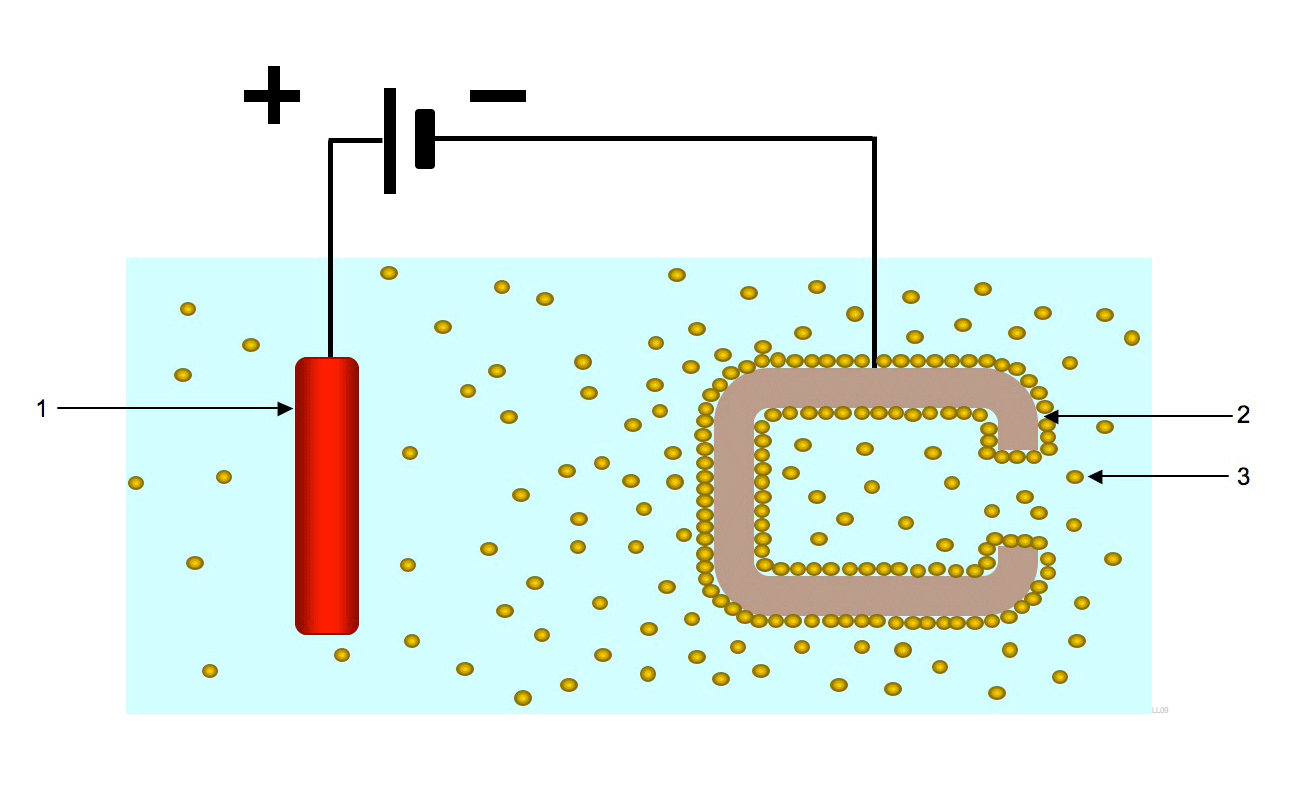
فرایند رسوب‌دهی الکتروفورتیک

رسوب‌دهی الکتروفورتیک (EPD)، اصطلاحی برای طیف گسترده‌ای از فرایندهای صنعتی است که شامل الکتروپوشش، پوشش‌دهی الکتریکی کاتدی، پوشش‌دهی الکتریکی آندی و پوشش الکتروفورتیک، یا نقاشی الکتروفورتیک می‌شود. ویژگی بارز این فرایند این است که ذرات کلوئیدی معلق در یک محیط مایع تحت تأثیر یک میدان الکتریکی (الکتروفورز) مهاجرت می‌کنند و روی یک الکترود قرار می‌گیرند. تمام ذرات کلوئیدی که می‌توانند برای تشکیل سوسپانسیون‌های پایدار مورد استفاده قرار گیرند و یک بار را تحمل کنند می‌توانند در رسوب‌دهی الکتروفورتیک نیز استفاده شوند. این شامل موادی مانند پلیمرها، رنگدانه‌ها، رنگها، سرامیکها و فلزات است.
این فرایند برای اعمال کردن مواد بر روی هر سطح رسانای الکتریکی مفید است. موادی که رسوب داده می‌شوند عامل اصلی تعیین‌کننده در شرایط واقعی فرایند و تجهیزات مورد استفاده هستند.
با توجه به استفاده گسترده از فرایندهای نقاشی الکتروفورتیک در بسیاری از صنایع، EPD آبی رایج‌ترین فرایند EPD تجاری است. با این حال، برنامه‌های کاربردی رسوب الکتروفورتیک غیر آبی نیز شناخته شده است. در حال حاضر برنامه‌های کاربردی EPD غیر آبی برای استفاده در ساخت قطعات الکترونیکی و تولید روکش‌های سرامیکی مورد کاوش قرار گرفته است. فرایندهای غیرآبی این مزیت را دارند که از الکترولیز آب و تکامل اکسیژن که همراه با الکترولیز است جلوگیری کنند.

## کاربردها
این فرایند به‌صورت صنعتی برای اعمال پوشش‌ها روی محصولات ساخته شده از فلز استفاده می‌شود. از این روکش برای پوشاندن بدنه و قطعات خودرو، تراکتور و تجهیزات سنگین، دنده سوئیچ برقی، تجهیزات، اسباب فلزی، ظروف نوشیدنی، بست‌ها، و بسیاری محصولات صنعتی دیگر استفاده شده است.
فرایندهای EPD اغلب برای ساخت دی‌اکسید تیتانیوم (TiO 2) مصرف فوتوکاتالیست برای کاربردهای تصفیه آب، با استفاده از مواد اولیه پودری است که با استفاده از روش EPD بر روی مواد مختلف ثبیت می‌شود. فیلم‌های ضخیم به این روش تولید می‌شوند که سنتز ارزانتر و سریع تری نسبت به فیلمهای نازک با سل-ژل دارند، و همچنین سطح ویژه فتوکاتالیستی بالاتری فراهم می‌کنند.
در ساخت پیلهای سوختی اکسید جامد فناوری EPD به‌طور گسترده‌ای برای ساخت آندهای ZrO 2 متخلخل از مواد اولیه پودری بر روی بسترهای رسانا استفاده شده است.
1. این فرایند روکش‌هایی اعمال می‌کند که عموماً دارای ضخامت پوشش بسیار یکنواخت و بدون تخلخل هستند.
2. اجسام با شکل‌های پیچیده را می‌توان به راحتی پوشش داد، هم در داخل حفرات و هم بر روی سطوح بیرونی.
3. سرعت نسبتاً زیاد پوشش.
4. خلوص نسبتاً بالا.
5. کاربرد در طیف گسترده‌ای از مواد (فلزات، سرامیک‌ها، پلیمرها)
6. کنترل آسان ترکیب پوشش.
7. این روند به‌طور معمول اتوماتیک است و به نیروی انسانی کمتری نسبت به سایر فرایندهای پوشش نیاز دارد.
8. استفاده بسیار کارآمد از مواد روکش، باعث کاهش هزینه نسبت به سایر فرایندها می‌شود.
9. فرایند آبی که معمولاً مورد استفاده قرار می‌گیرد، نسبت به پوشش‌های حلال که جایگزین شده‌اند، خطر آتش‌سوزی کمتری دارد.
10. محصولات مدرن رنگ الکتروفورتیک نسبت به بسیاری از فناوری‌های رنگ آمیزی دیگر سازگارتر با محیط زیست هستند.

قطعات سرامیکی ضخیم و پیچیده‌ای در چندین آزمایشگاه تحقیقاتی ساخته شده است. علاوه بر این، از EPD برای تولید ریزساختارهای ترجیحی، مانند شیب‌های عملکردی و لمینت‌ها، از طریق کنترل سوسپانسیون در طی فرایند استفاده شده است.

## تاریخچه
اولین اختراع ثبت شده در استفاده از نقاشی الکتروفورتیک در سال ۱۹۱۷ به دیوی و جنرال الکتریک اعطا شد. از دهه ۱۹۲۰، این فرایند برای رسوب لاتکس لاستیکی استفاده شده است. در دهه ۱۹۳۰ اولین حق ثبت اختراع صادر شد که پایه آن خنثی توصیف شده است، رزین‌های پخش کننده آب که به‌طور خاص برای EPD طراحی شدند.
پوشش الکتروفورتیک در اواخر دهه ۵۰ میلادی، هنگامی که دکتر George E.F.Brewer و تیم شرکت موتور فورد شروع به کار بر روی توسعه فرایند پوشش اتومبیل کردند، شکل فعلی خود را گرفت. اولین سیستم تجاری آندی خودرو در سال ۱۹۶۳ شروع به کار کرد.
اولین اختراع ثبت شده برای محصول EPD کاتدی در سال ۱۹۶۵ منتشر شد و به BASF AG اختصاص یافت. صنایع PPG اولین کسی بود که EPD کاتدی تجاری را در سال ۱۹۷۰ معرفی کرد. اولین کاربرد EPD کاتدی در صنعت خودرو در سال ۱۹۷۵ بود. امروزه حدود ۷۰٪ از حجم EPD مورد استفاده در جهان از نوع EPD کاتدی است که بیشتر به دلیل استفاده زیاد از این فناوری در صنعت خودروسازی است. این بهترین سیستم است که تاکنون توسعه یافته و منجر به طولانی شدن عمر بدنه در صنعت خودرو شده است.
هزاران اختراع ثبت شده در رابطه با ترکیبات مختلف EPD، فرایندهای EPD و مقالاتی با پوشش EPD منتشر شده است. اگرچه اختراعات ثبت شده توسط دفاتر مختلف ثبت اختراعات دولتی صادر شده است، اما با بررسی حق ثبت اختراعات صادر شده توسط دفتر ثبت اختراعات و علائم تجاری ایالات متحده، تقریباً همه پیشرفت‌های مهم را می‌توان دنبال کرد.

## فرایند
فرایند صنعتی رسوب الکتروفورتیک شامل چندین فرایند زیر است:
1. آماده‌سازی - این معمولاً شامل نوعی فرایند تمیز کردن است و ممکن است شامل استفاده از یک پوشش تبدیل، به‌طور معمول یک پوشش فسفات معدنی باشد.
2. خود فرایند پوشش - این معمولاً شامل فروبردن قطعه داخل یک ظرف یا لوله است که حمام یا محلول پوشش را در خود نگه می‌دارد و اعمال جریان مستقیم الکتریسیته از طریق حمام EPD با استفاده از الکترودها انجام می‌شود. به‌طور معمول از ولتاژهای ۲۵–۴۰۰ ولت DC در کاربردهای پوشش دهی الکتریکی یا نقاشی الکتروفورتیک استفاده می‌شود. قطعه ای که قرار است روکش شود یکی از الکترودهاست و برای تکمیل مدار از مجموعه ای از «الکترودهای ضد» استفاده می‌شود.
3. پس از رسوب، قطعه به‌طور معمول برای از بین بردن حمام تحت تأثیر قرار گرفته شستشو می‌شود. فرایند شستشو ممکن است با استفاده از فراصافی برای آب زدایی بخشی از حمام از ظرف پوشش به عنوان مواد شستشو استفاده شود. در صورت استفاده از فراصافی، تمام مواد قابل شستشو را می‌توان به لوله پوشش برگردانده و امکان استفاده بهینه از مواد پوشش داده شده فراهم می‌شود و همچنین میزان ضایعات دفع شده در محیط را کاهش می‌دهد.
4. یک عمل پخت یا عمل آوری معمولاً پس از شستشو استفاده می‌شود. که منجر به اتصالات عرضی پلیمر می‌شود و اجازه می‌دهد تا گاز پوشش، که با توجه به تکامل گاز در طول فرایند رسوب متخلخل خواهد بود. خارج شود و سطح آن صاف و پیوسته گردد.

در طی فرایند EPD، جریان مستقیم به محلول پلیمرهای حاوی گروه‌های یونیزه یا سوسپانسیون کلوئیدی پلیمرها با گروه‌های یونیزه شده اعمال می‌شود که ممکن است مواد جامد مانند رنگدانه‌ها و پرکننده‌ها را نیز در خود جای دهد. گروه‌های یونیزان اضافه شده در پلیمر با واکنش یک اسید و یک پایه، به شکل نمک تشکیل می‌شوند. بار خاص، مثبت یا منفی، که به پلیمر منتقل می‌شود ، به ماهیت شیمیایی گروه یونیزان بستگی دارد. اگر گروه‌های قابل یونیز کردن روی پلیمر اسید باشند، پلیمر هنگام تشکیل نمک با پایه بار منفی را به همراه خواهد داشت. اگر گروه‌های قابل یونیز کردن روی پلیمر پایه باشند، پلیمر هنگام تشکیل نمک با یک اسید بار مثبت را به همراه خواهد داشت.
دو نوع فرایند EPD وجود دارد، آندی و کاتدی. در فرایند آندی، مواد با بار منفی روی الکترود با بار مثبت یا آند رسوب می‌کنند. در فرایند کاتدی، ماده با بار مثبت روی الکترود با بار منفی یا کاتد قرار می‌گیرد.
{{سخ}} هنگامی که یک میدان الکتریکی اعمال می‌شود، تمام ذرات شارژ شده (دارای بار) با فرایند الکتروفورز به سمت الکترود با بار مخالف مهاجرت می‌کنند. مکانیسم‌های مختلفی وجود دارد که با استفاده از آن می‌توان مواد را روی الکترود قرار داد:
1. تخریب شارژ و نتیجه آن کاهش در حلالیت.
2. انعقاد غلظت.
3. رسوب دادن با نمک

فرایند اولیه الکتروشیمیایی که در طی رسوب دهی الکتریکی آبی انجام می‌شود، الکترولیز آب است. این می‌تواند با دو نیم واکنش که در دو الکترود رخ می‌دهد نشان داده شود:
آند: (-)2H2O → O 2(g) + 4H (+) + 4e
کاتد: (گاز) 4H2O + 4E (-) → 4OH (-) + 2H 2
در رسوب آندی، ماده رسوب شده دارای نمک اسید به عنوان گروه حامل بار خواهد بود. این آنیون‌های دارای بار منفی با یون‌های هیدروژن با بار مثبت (پروتون‌ها) که در اثر الکترولیز آب در آند تولید می‌شوند جهت اصلاح اسید اصلی واکنش می‌دهند. اسید کاملاً پروتونی بدون بار (تخریب بار) و با قابلیت انحلال کمتر در آب می‌باشد و ممکن است از آب خارج شده و روی آند رسوب کند.
وضعیت مشابه در رسوب کاتدی اتفاق می‌افتد به استثنای اینکه مواد رسوب شده دارای نمک پایه به عنوان گروه حامل بار باشند. اگر نمک پایه با پروتون دهی پایه تشکیل شود، پایه پروتونی با یون‌های هیدروکسیل که با الکترولیز آب تشکیل می‌شوند واکنش نشان می‌دهد تا پایه بار خنثی (تخریب بار مجدد) و آب ایجاد شود. پلیمر بدون بار در آب در مقایسه با زمان باردار انحلال کمتری دارد و رسوب بر روی کاتد رخ می‌دهد.
نمک‌های آنیومی که در فرایند کاتدی مورد استفاده قرار می‌گیرند، پایه‌های پروتونی نیستند و توسط مکانیزم تخریب بار رسوب نمی‌کنند. این نوع مواد را می‌توان با انعقاد غلظت و نمک زدن روی کاتد قرار داد. با رسیدن ذرات کلوئیدی به جسم جامدی که باید پوشش داده شود، آنها به هم فشرده می‌شوند، و آب از بینابین آن‌ها خارج می‌شود. همان‌طور که مایسلهای منفرد فشرده می‌شوند، آنها به هم می‌ریزند تا مایسل‌ها به‌طور فزاینده ای بزرگ شوند. ثبات کلوئیدی با اندازه مایسل نسبت عکس دارد، بنابراین هرچه مایسل بزرگتر می‌شود، بی‌ثبات تر می‌شود تا زمانی که از محلول روی قطعه ای که باید پوشش داده شود رسوب کند. هرچه گروه‌های بار بیشتر و بیشتر در حجم کمتری متمرکز شوند، این باعث افزایش قدرت یونی محیط می‌شود، که در رسوب زایی مواد خارج از محلول نیز کمک می‌کند. هر دو این فرایند به‌طور همزمان اتفاق می‌افتند و هر دو در رسوب مواد نقش دارند.

## عوامل مؤثر بر نقاشی الکتروفورتیک
در طی فرایند رسوب آبی، گاز در هر دو الکترود تشکیل می‌شود. گاز هیدروژن در کاتد و گاز اکسیژن در آند تشکیل می‌شود. برای مقدار معینی از انتقال بار، دقیقاً دو برابر هیدروژن در مقایسه با اکسیژن بر اساس مولکولی تولید می‌شود.
این اثرات قابل توجهی در فرایند پوشش دهی دارد. واضح‌ترین آن در ظاهر فیلم رسوبی قبل از فرایند پخت است. فرایند کاتدی باعث می‌شود که گاز به‌طور قابل توجهی بیشتر از فرایند آندی در دام فیلم بیفتد. از آنجا که گاز مقاومت الکتریکی بالاتری نسبت به فیلم رسوبی یا خود حمام دارد، میزان گاز در ولتاژ کاربردی معین تأثیر قابل توجهی در جریان دارد. به همین دلیل است که فرایندهای کاتدی اغلب با ولتاژهای قابل توجهی بالاتر از فرایندهای آندی مربوطه قابل اجرا هستند.
روکش رسوبی مقاومت قابل توجهی بالاتر از جسم پوشش داده شده دارد. با افزایش رسوب فیلم، مقاومت افزایش می‌یابد. افزایش مقاومت متناسب با ضخامت فیلم رسوبی است و بنابراین، در یک ولتاژ معین، جریان الکتریسیته با ضخیم شدن فیلم کم می‌شود تا اینکه در نهایت به نقطه‌ای برسد که رسوب کند شده یا متوقف شده باشد (خود محدود کننده). بنابراین ولتاژ اعمال شده کنترل اصلی برای مقدار فیلم اعمال شده است.
توانایی پوشش EPD برای پوشاندن شکاف‌های داخلی قطعه، "قدرت پرتاب " نام دارد. در بسیاری از کاربردها مطلوب است که از مواد پوششی با قدرت پرتاب زیاد استفاده شود. قدرت پرتابه یک پوشش به تعدادی از متغیرها بستگی دارد، اما به‌طور کلی می‌توان اظهار داشت که هرچه ولتاژ پوشش بیشتر باشد، یک پوشش داده شده بیشتر به درون شکافها "پرتاب" خواهد شد. از نقاشی‌های الکتروفورتیک با پرتابه بالا معمولاً از ولتاژ کاربردیه بیش از ۳۰۰ ولت DC استفاده می‌شود.
دمای پوشش نیز متغیر مهمی است که بر فرایند EPD تأثیر گذار است. دمای پوشش در هدایت الکتریکی حمام و هدایت الکتریکی فیلم رسوبی تأثیر دارد که با افزایش دما افزایش می‌یابد. دما همچنین بر ویسکوزیته فیلم رسوبی تأثیر دارد، که به نوبه خود بر توانایی فیلم رسوبی برای آزادسازی حباب‌های گازی در حال شکل‌گیری تأثیر می‌گذارد.
دمای انعقاد سیستم پوشش نیز متغیر مهمی برای طراح پوشش است. می‌توان با ثابت نگه داشتن زمان پوشش و مشخصات ولتاژ کاربردی، منحنی ساخت فیلم یک سیستم معین در مقابل دمای پوشش را تعیین کرد. در دمای زیر دمای انعقاد، رفتار رشد فیلم و رفتار پارگی کاملاً متفاوت از روش معمول در نتیجه رسوب متخلخل است.
زمان پوشش نیز متغیر مهمی در تعیین ضخامت فیلم، کیفیت فیلم رسوب شده و قدرت پرتاب است. بسته به نوع جسم پوشش داده شده، ممکن است مدت زمان پوشش از چند ثانیه تا چند دقیقه مناسب باشد.
حداکثر ولتاژ قابل استفاده بستگی به نوع سیستم پوشش و عوامل دیگر دارد. همان‌طور که قبلاً گفته شد، ضخامت فیلم و قدرت پرتاب به ولتاژ کاربردی بستگی دارد. اما، در ولتاژهای بیش از حد زیاد، پدیده ای به نام «گسیختگی» ممکن است رخ دهد. ولتاژی که این پدیده در آن رخ می‌دهد، «ولتاژ گسیختگی» نامیده می‌شود. نتیجه گسیختگی فیلمی است که معمولاً بسیار ضخیم و متخلخل است. به‌طور معمول، این یک فیلم از نظر زیبایی و کاربردی قابل قبول نیست. دلایل و مکانیسم‌های گسیختگی کاملاً درک نشده است، اما موارد زیر شناخته شده است:
1. ترکیب شیمیایی پوشش EPD آندی در دسترس تجاری به‌طور معمول گسیختگی در ولتاژ قابل توجه پایین‌تری از همتایان کاتدی تجاری خود را نشان می‌دهد.
2. برای یک ترکیب شیمیایی EPD معین، هرچه هدایت حمام بیشتر باشد، ولتاژ گسیختگی کمتر می‌شود.
3. برای یک ترکیب شیمیایی EPD معین، ولتاژ گسیختگی با افزایش درجه حرارت کاهش می‌یابد (برای دماهای بالاتر از دمای انعقاد).
4. با اضافه کردن حلالهای آلی و پلاستی سایزرها به یک حمام معین، که باعث کاهش ویسکوزیته فیلم رسوب شده می‌شوند، غالباً ضخامت فیلم بالاتری با ولتاژ معین تولید می‌شود، اما به‌طور کلی باعث کاهش قدرت پرتاب و ولتاژ گسیختگی نیز می‌شود.
5. نوع و آماده‌سازی بستر (ماده ای که برای پوشش دادن قطعه مورد استفاده قرار می‌گیرد) نیز می‌تواند در پدیده گسیختگی تأثیر بسزایی داشته باشد.

## انواع مواد شیمیایی EPD
دو گروه عمده ترکیب شیمیایی EPD وجود دارد: آندی و کاتدی. هر دو همچنان به صورت تجاری مورد استفاده قرار می‌گیرند، اگرچه فرایند آندی برای مدت طولانی تری در صنعت مورد استفاده قرار گرفته است و بنابراین قدیمی‌ترین فرایند محسوب می‌شود. برای هر دو نوع فرایند مزایا و معایب وجود دارد و متخصصان مختلف ممکن است در مورد برخی از جوانب مثبت و منفی هر یک از آنها دیدگاه‌های متفاوتی داشته باشند.
مهم‌ترین مزایایی که معمولاً برای فرایند آندی مورد توجه قرار می‌گیرد عبارتند از:
1. هزینه‌های پایین‌تر در مقایسه با فرایند کاتدی.
2. الزامات کنترل ساده‌تر و کمتر پیچیده.
3. مشکلات کمتری در مهار بسپارش لایه‌های بعدی پوشش دهی.
4. حساسیت کمتری نسبت به تغییرات در کیفیت بستر.
5. بستر تحت شرایط بسیار قلیایی قرار نمی‌گیرد، که ممکن است منجر به انحلال فسفات و سایر تغییرات پوشش شود.
6. برخی از فلزات، مانند روی، ممکن است از گاز هیدروژن که در کاتد تکامل می‌یابد، ترد شوند. فرایند آندی از این اثر جلوگیری می‌کند زیرا اکسیژن در آند تولید می‌شود.

مهم‌ترین مزایایی که معمولاً برای فرایندهای کاتدی مورد توجه قرار می‌گیرد عبارتند از:
1. سطح بالاتری از محافظت در برابر خوردگی امکان‌پذیر است. (در حالی که بسیاری از مردم بر این باورند که فناوری‌های کاتدی از قابلیت محافظت در برابر خوردگی بالاتری برخوردار هستند، کارشناسان دیگر معتقدند که خوردگی احتمالاً بیشتر مربوط به پوشش پلیمر و ترکیبات شیمیایی اتصال دهنده عرضی است تا این که روی کدام الکترود، فیلم رسوب می‌کند)
2. قدرت پرتاب بالاتر می‌تواند درون محصول طراحی شود. (در حالی که ممکن است امروزه این مورد دربارهٔ فناوریهای رایج موجود در بازار صادق باشد، سیستمهای آندی دارای قدرت پرتاب بالا شناخته شده بوده و در گذشته از آن استفاده می‌شده است)
3. اکسیداسیون فقط در آند رخ می‌دهد، بنابراین رنگ آمیزی و مشکلات دیگری که ممکن است ناشی از اکسیداسیون لایه الکترود باشد، در فرایند کاتدی رفع می‌شود.

تفاوت مهم و واقعی که اغلب به آن اشاره نمی‌شود این واقعیت است که فناوری‌های اتصال دهنده عرضی کاتالیز شده با اسید با فرایند آندی مناسب تر هستند. چنین اتصال دهنده‌های عرضی ای به‌طور گسترده در انواع کاربردهای پوشش استفاده می‌شود. این موارد شامل اتصال دهنده‌های عرضی محبوب و نسبتاً ارزان مانند ملامین - فرمالدئید، فنل -فرمالدهید، اوره فرمالدئید، و اکریلامید - فرمالدئید است.
به‌طور خاص اتصال عرضی نوع ملامین فرمالدئید به‌طور گسترده‌ای در آبکاری آندی استفاده می‌شود. این نوع اتصال عرضی نسبتاً ارزان است و طیف گسترده‌ای از ویژگی‌های بسپارش و عملکردی را ارائه می‌دهد که به طراح پوشش اجازه می‌دهد تا محصول را برای استفاده نهایی مطلوب تنظیم کند. روکش‌های ساخته شده با این نوع اتصال عرضی می‌توانند از مقاومت در برابر نور UV قابل قبول برخوردار باشند. بسیاری از آنها مواد با ویسکوزیته نسبتاً کم هستند و می‌توانند بعنوان یک پلاستی سایزر واکنش پذیر عمل کنند و برخی از حلال‌های آلی را جایگزین کنند که در برخی از مواقع ممکن است لازم باشد. مقدار فرمالدئید آزاد و همچنین فرمالدئید که ممکن است در طی فرایند پخت آزاد شوند، نگران کننده است زیرا این آلاینده‌ها به عنوان آلاینده‌های خطرناک هوا محسوب می‌شوند.
فیلم رسوب کرده در سیستم‌های کاتدی کاملاً قلیایی است، و فناوری‌های اتصال عرضی کاتالیز شده اسید به‌طور کلی در محصولات کاتدی ترجیح داده نشده است، اگرچه برخی استثنائات وجود داشته است. متداول‌ترین نوع ترکیبات شیمیایی اتصال دهنده عرضی در استفاده امروزه با محصولات کاتدی مبتنی بر ترکیبات شیمیایی اورتان و اوره است.
اتصال دهنده عرضی پلی اورتان و اوره اروماتیک یکی از دلایل قابل توجهی است که چرا بسیاری از پوشش‌های الکتریکی کاتدی، محافظت بالایی در برابر خوردگی نشان می‌دهند. البته این تنها دلیل نیست، اما اگر کسی ترکیبات پوشش‌های الکتریکی با اتصال دهنده عرضی اورتان اروماتیک را با سیستم‌های آنالوگ حاوی اتصال دهنده عرضی اورتان الیفاتیک مقایسه کند، به‌طور مداوم سیستم‌هایی با اتصال دهنده‌های عرضی اوراتان اروماتیک عملکرد قابل توجه بهتری دارند. با این حال، پوشش‌های حاوی اتصال دهنده عرضی اورتان اروماتیک به‌طور کلی از نظر مقاومت در برابر نور UV عملکرد خوبی ندارند. اگر روکش حاصله حاوی اتصال دهنده عرضی اوره آروماتیک باشد، مقاومت در برابر اشعه UV به مراتب بدتر از زمانی می‌شود که فقط اتصال دهنده اوراتان رخ دهد. یکی از مضرات اورتانهای اروماتیک این است که می‌توانند خود باعث زرد شدن روکش شوند و همچنین باعث لکه دار شدن لایه‌های بعدی پوشش شوند. یک واکنش جانبی ناخواسته قابل توجه که در طی فرایند پخت رخ می‌دهد، تولید پلی آمین‌های اروماتیک است. انتظار می‌رود اتصال دهنده‌های عرضی اورتان بر اساس تولوئن دی ایزوسیانات (TDI)، تولوئن دیامین به عنوان یک واکنش جانبی تولید کند، در حالی که اورتان بر اساس متیلن دی فنیل دی ایزوسیانات، دی امینو دی فنیل متان و پلیمرهای اروماتیک مرتبه بالاتر تولید کند. پلی آمین‌های آروماتیک ناخواسته می‌توانند از بسپارش لایه‌های بعدی کاتالیز شده اسید جلوگیری کنند و می‌توانند باعث لایه لایه شدن لایه‌های بعدی پوشش پس از قرار گرفتن در معرض نور خورشید شوند. اگرچه این صنعت هرگز این مشکل را تصدیق نکرده است، اما بسیاری از این پلی آمین‌های اروماتیک ناخواسته، شناخته شده یا مشکوک به سرطان زا هستند.
علاوه بر دو دسته عمده آندی و کاتدی، محصولات EPD را نیز می‌توان با ترکیبات شیمیایی پایه پلیمر که مورد استفاده قرار می‌گیرد توصیف کرد. چندین نوع پلیمر وجود دارد که به‌صورت تجاری مورد استفاده قرار گرفته‌اند. بسیاری از انواع آندهای قبلی مبتنی بر انواع مختلفی از روغنهای ملنایز شده بودند، روغن چوب و روغن دانه کتان دو مورد متداول است. امروزه انواع اپوکسی و اکریلیک غالب هستند. توضیحات و مزایای کلی آن‌ها به شرح زیر است:
1. اپوکسی: اگرچه از مواد اپوکسی آلیفاتیک استفاده شده است، اما اکثر انواع اپوکسی EPD مبتنی بر پلیمرهای اپوکسی اروماتیک است، که معمولاً مبتنی بر پلیمریزاسیون اترهای دیگلیسیدال پایه فنل A است. پیکره پلیمر ممکن است با سایر انواع مواد شیمیایی اصلاح شود تا به ویژگی‌های عملکردی مطلوب دست یابد. به‌طور کلی، این نوع ترکیبات شیمیایی در کاربردهای استری استفاده می‌شود که در آن روکش به عنوان لایه بالایی استفاده می‌شود، به خصوص اگر نیاز باشد که جسم پوشیده شده در برابر نور خورشید مقاومت کند. این ترکیبات شیمیایی به‌طور کلی مقاومت خوبی در برابر نور UV ندارد. با این حال، این ترکیبات شیمیایی اغلب در مواردی که مقاومت به خوردگی بالا لازم باشد، استفاده می‌شود.
2. اکریلیک: این پلیمرها بر پایه پلیمرهای آغاز شده با رادیکال آزاد حاوی مونومرهای مبتنی بر اسید اکریلیک و متاکریلیک اسید و بسیاری از استرهای که در دسترس موجودند، می‌باشند. معمولاً در صورت مطلوب بودن مقاومت UV از این نوع ترکیبات شیمیایی استفاده می‌شود. این پلیمرها همچنین این مزیت را دارند که اجازه می‌دهند طیف رنگی وسیع تری داشته باشند زیرا این پلیمر در مقایسه با اپوکسی‌ها کمتر مستعد زردی است.

## سینتیک
برای قدرت میدان الکتریکی کاربردی داده شده، سینتیک رسوب الکتروفورتیک تا حد زیادی توسط پتانسیل زتا و بارگذاری مواد جامد سوسپانسیون تعیین می‌شود. سینتیک رسوب الکتروفورتیک بیشتر برای هندسه‌های مسطح مورد بررسی قرار می‌گیرد. برای هندسه‌های الکترود مسطح موازی، سینتیک رسوب توسط معادله هاماکر شرح داده شده است:
{\displaystyle m=\mu \times C_{s}\times S\times E\times t}
در این معادله جرم رسوب شده توسط الکتروفورتیک m به گرم، به عنوان تابعی از تحرک الکتروفورتیک μ (در واحد cm2s-1)، غلظت مواد جامد C s (به g cm -3)، سطح منطقه تحت پوشش (S (cm2، قدرت میدان الکتریکی V cm −1)E)و زمان s)t) می‌باشد. این معادله برای ارزیابی کارایی فرایندهای EPD کاربردی نسبت به مقادیر نظری مفید است.

## رسوب دهی الکتروفورتیک غیر آبی
در برنامه‌های خاص مانند رسوب مواد سرامیکی، در صورت لزوم برای جلوگیری از الکترولیز آب، ولتاژهای بالاتر از ۳–۴ ولت نمی‌تواند در EPD آبی استفاده شود. با این وجود، برای دستیابی به ضخامت بالاتر از پوشش یا افزایش میزان رسوب، می‌باید از ولتاژ بالاتر استفاده کرد. در چنین کاربردهایی، از حلالهای آلی به جای آب به عنوان محیط مایع استفاده می‌شود. حلالهای آلی مورد استفاده، معمولاً حلالهای قطبی مانند الکلها و کتون‌ها هستند. اتانول، استون و متیل اتیل کتون نمونه ای از حلال‌ها هستند که به عنوان نامزدهای مناسب برای استفاده در رسوب الکتروفورتیک گزارش شده است.